# 大头华蟹甲
大头华蟹甲（学名：Sinacalia macrocephala）为菊科华蟹甲属的植物，是中国的特有植物。分布在中国大陆的湖北等地，目前尚未由人工引种栽培。